# Molophilus laius
Molophilus laius är en tvåvingeart som beskrevs av Alexander 1969. Molophilus laius ingår i släktet Molophilus och familjen småharkrankar. Inga underarter finns listade i Catalogue of Life.